# Sant Cugat del Racó
Sant Cugat del Racó és una església romànica del municipi de Navàs (Bages) inclosa en l'Inventari del Patrimoni Arquitectònic de Catalunya. Sant Cugat de Salou o del Racó es troba en un planell elevat acompanyada d'una masia i del clos del cementiri que es troba a poca distància. És una església dedicada a Cugat màrtir i un dels monuments més destacats del municipi.

## Situació
S'hi accedeix per una desviació de la carretera C-16, l'Eix del Llobregat, que cal prendre immediatament abans d'entrar al nucli de Navars. Cal anar en direcció El Mujal (Navars) i continuar en direcció cap a Sant Cugat del Racó per una pista asfaltada d'uns 7 km. És un petit nucli rural del municipi de Navars que està ubicat als altiplans que hi ha entre les Esglésies i Castelladral. En aquest indret hi va haver un important assentament iberoromà, que s'ubicà al Pla de Sant Pere. Sant Cugat del Racó consta d'un petit nucli on hi trobem l'església del mateix nom i algunes cases, però majoritàriament està constituït per nombrosos masos dispersos com l'Alsina, el Soler, Les Esglésies, Ca l'Estruch, L'Espinalt, La Sala, Cal Mateu, Les Planes, L'Alou, Cal Soldat, Can Passols, La Rectoria, els Cellers, la Casa Nova del Pla i Taurons.

## Descripció
De l'edifici preromànic que anteriorment havia estat aixecat en aquest mateix lloc solament en resten els fonaments de la capçalera, el tenant de l'altar i dos capitells que ara es troben al Museu Comarcal de Manresa. L'església presenta una planta de creu grega, amb dues naus creuades, al centre de les quals s'alça una cúpula sobre trompes que a l'exterior acaba amb un cimbori cilíndric. Les naus són gairebé totes de la mateixa alçada i estan cobertes amb voltes de canó. La capçalera, actualment, solament conserva l'absis central i l'absidiola de tramuntana, ja que la de migdia fou suprimida en edificar-se la sagristia. Totes les finestres són de mig punt, adovellades i de doble esqueixada. Exteriorment presenta una decoració típicament llombarda, que quasi ocupa tots els murs. La capçalera i els murs frontals de les naus són decorats amb arcuacions cegues i lesenes. La porta, a migdia, és d'estil gòtic tardà (XVI), en substitució de la romànica.
En el punt de dels braços de la creu grega s'alça, exteriorment, un cimbori cilíndric, únic a Catalunya, ja que els cimboris d'altres esglésies d'aquesta època són prismàtics. El cimbori és de poca alçada, i presenta una decoració amb finestres cegues. Aquestes estan situades sota el ràfec de la teulada i donen la volta a tot el tambor circular. En aquest mateix punt, a l'interior, s'eleva una cúpula, que passa del quadrat a l'octògon mitjançant trompes. Està coberta amb mitja esfera i revestida amb argamassa, encara que a l'acabament queda una part de l'aparell descobert, que permet veure la disposició dels petits carreus en espiral. Al frontis de ponent s'alça el campanar d'espadanya de dues obertures.

## Història
El lloc apareix documentat el 925 quan el comte Miró de Cerdanya feu testament, i cedí, entre altres deixes, al monestir de Sta. Mª de Ripoll el seu alou que diuen Ecclesias Clavatas. Malgrat que en l'alou no consta que tingui cap església, es creu que la tenia, perquè el 938 és esmentada en el precepte que el rei Lluís Ultramarí concedí al monestir de Ripoll. Depengué d'aquest monestir fins a la desamortització eclesiàstica (1835) i passà a dependre de l'autoritat episcopal. Molt aviat adquirí la categoria de parròquia que perdé a l'unir-se a la de Castelladral.
El 1040 el topònim s'havia canviat pel de Sant Cugat de Castelladral, el 1293 s'anomenava com Sant Cugat de l'Alou, i el 1689 es coneixia amb el nom de Sant Cugat del Racó.